# Eupithecia acyrtoterma
Eupithecia acyrtoterma là một loài bướm đêm trong họ Geometridae.